# Misiem Yipintsoi
Misiem Yipintsoi (20 de agosto de 1906-1988) fue una destacada pintora y escultora tailandesa. A pesar de un comienzo tardío de su carrera, se convirtió en una de las artistas más importantes de Tailandia.

## Biografía
Nació en Tailandia el 20 de agosto de 1906, Misiem Yipintsoi era hija de padres étnicos chino-indonesios. Fue educada en la Assumption Convent School en Bangkok. Se casó poco después de completar su educación y crio cinco hijos.
Yipintsoi carecía de una formación académica en arte, pero su interés por la pintura despertó durante una larga estancia en Dinamarca (donde pasó 14 meses mientras uno de sus hijos estaba siendo tratado por polio). Mientras estuvo en Dinamarca, vio muchas pinturas, tanto en museos como en casas de amigos, y compró muchas pinturas para decorar su casa en Tailandia. Después de regresar a Tailandia, comenzó a estudiar pintura a los 42 años de edad con Monet Satomi, el agregado cultural japonés en Tailandia.

## Carrera artística
No mucho después de que comenzara a estudiar pintura, Yipintsoi presentó su pintura 'Santikam' a la primera Exposición Nacional de Arte de Tailandia en 1949. Ganó una medalla de oro y en los dos años siguientes también ganó medallas de oro por sus pinturas 'Honolulu'. y 'Sriracha'. Aunque ya no fue elegible para competir después, continuó exponiendo en la Exposición Nacional de Arte anualmente hasta 1979. Yipintsoi luego estudió escultura con el aclamado artista italo-tailandés Silpa Bhirasri. 
Después de su muerte, la Universidad de Silpakorn estableció un jardín de esculturas con muchas de sus piezas. Otras esculturas están expuestas en el Museo de Escultura Misiem en la provincia de Nakhon Pathom; su última escultura, 'Coy Girl', inacabada en el momento de su muerte, fue robada de ese museo en 2015.

## Honores y legado
Yipintsoi fue galardonada con la Orden de las Artes y las Letras en 1984 por el Ministerio de Cultura de Francia, una de los tres primeros tailandeses en recibir el premio. La Universidad de Silpakorn le otorgó un doctorado honorario en Artes en 1985. 
Su nieta, Klaomard Yipintsoi, continuó su legado artístico mediante la financiación de exposiciones, acontecimientos y espacios de trabajo de artistas.